# Bouray-sur-Juine
Bouray-sur-Juine là một xã ở tỉnh Essonne trong vùng Île-de-France nước Pháp
Thị trấn nằm on the right bank of the Juine, which forms all of the commune's northern border.
Theo điều tra dân số năm 1999, dân số xã này là 1.867 người. Ước tính dân số năm 2004 là 1.934.
Danh xưng cư dân địa phương Bouray-sur-Juine trong tiếng Pháp là Bouraysiens.